# Groene klaverpage
De groene klaverpage (Tomares ballus) is een dagvlinder uit de familie Lycaenidae, de kleine pages, vuurvlinders en blauwtjes.
De groene klaverpage komt voor in Noord-Afrika, het Iberisch Schiereiland en langs de mediterrane kust van Frankrijk. De vlinder geeft de voorkeur aan kalkrijk droog grasland of braakliggend terrein.
De vliegtijd is van januari tot en met april.